# Wolfranco Crescenzi
Wolfranco Crescenzi, riportato talora come Volfango (18 febbraio 1961), è un ex calciatore ed ex giocatore di calcio a 5 italiano.

## Carriera
Ha iniziato nel calcio a 11 disputando tre campionati di Serie C2 con l'ALMAS tra il 1978 e il 1981. Passato al calcio a 5, Crescenzi ha disputato 12 gare nella nazionale italiana. Come massimo riconoscimento in carriera vanta la partecipazione al FIFA Futsal World Championship 1989 in cui gli azzurri sono stati eliminati nel girone del secondo turno. Terminata la carriera di giocatore, nella stagione 2003-2004 ha ricoperto il ruolo di direttore sportivo della S.S. Lazio Calcio a 5.